# Аллу Арджун
А́ллу А́рджун (телугу అల్లు అర్జున్, англ. Allu Arjun; род. 8 апреля 1982 года, Мадрас) — индийский актёр, снимающийся в фильмах на языке телугу. Обладатель трёх Filmfare Award South за лучшую мужскую роль и двух специальных призов от жюри Nandi Awards.

## Семья
Отец Арджуна — продюсер Аллу Аравинд, сын комедийного актёра Аллу Рама Лингайя, снявшегося в более двухсот фильмах на телугу. Мать Арджуна зовут Нирмала. У него есть два брата: старший — Венкатеш и младший — Шириш. Аллу Шириш дебютировал как актёр в 2013 году. Сестра Аллу Аравинда замужем за известным актёром Толливуда Чирандживи, что связывает Арджуна также и с его братьями — актёрами Паваном Кальяном и Нагендрой Бабу. Его кузен, сын Чирандживи, Рам Чаран Теджа — тоже актёр.
6 марта 2011 года в Хайдарабаде Аллу Арджун женился на Снехе Редди,
дочери финансового магната и педагога Шанкара Редди, которому принадлежит инженерный колледж в Ибрахимпатнам.
4 апреля 2014 года у пары родился сын, названный Аллу Айян. 21 ноября 2016 года Снеха родила дочь, которую супружеская чета назвала Арха.

## Карьера

### 2000-е
Сыграв в детстве маленькую роль в фильме «Побеждая судьбу» и выступив в качестве танцора в Daddy, Арджун дебютировал в главной роли вместе с Адити Агарвал в фильме «Ганготри» режиссёра Рагхавендры Рао. Картина была хорошо принята в прокате, продержавшись 100 дней в 53 кинотеатрах. Но популярность ему принесла романтическая комедия Сукумара «Арья», где он сыграл наряду с Шивой Баладжи и Анурадхой Мехта. India Glitz отметил, что «Аллу Арджун — откровение фильма. Будь то танцы или бои, он, действительно, уж ударит, так ударит. Он энергичен и режиссёр в полной мере использует его таланты». По итогам кассовых сборов фильм получил статус «блокбастер».
Затем Арджун снялся в фильме «Банни» В.В. Винайяка вместе с Гаури Мунджал. В этом фильме, он сыграл роль нахального студента колледжа, упрямо идущего к свой цели. Роль завоевала искреннее восхищение критиков. Картина стала его третьим успехом в прокате, укрепив положение Арджуна в кинематографе телугу. Его следующим фильмом была мелодрама А. Карунакарана «Счастье» с Женелией де Соуза в главной женской роли. Здесь он сыграл роль беззаботного парня, работающего доставщиком пиццы и живущего сегодняшним днём. Его работа была хорошо принята, тем не менее, фильм имел умеренный успех в прокате.
В 2007 году он снялся в боевике Пури Джаганнатха «Настоящий герой» в паре с дебютанткой  Хансикой Мотвани, в котором он сыграл роль бесстрашного журналиста, влюбившегося в девушку с тёмным прошлым. Его танцы и исполнение роли получили хорошие оценки. Он также стал первым южно-индийским актёром, продемонстрировавшим шесть кубиков пресса, и вторым индийским после Ритика Рошана. Фильм имел большой успех в прокате. За свою роль Арджун был впервые номинирован на телужскую Filmfare Award.
После обретения устоявшегося звёздного статуса в киноиндустриях телугу и малаялам, благодаря успеху «Настоящего героя», Арджун начал экспериментировать. Его следующим фильмом был хорошо встреченный критиками «Побег ради любви» Бхаскара, где он снялся в паре с Шилой. В нём он сыграл роль Кришны, беззаботного парня из Хайдарабада, который помогает своему другу сбежать с его любимой, только чтобы затем испытать гнев отца девушки. Его исполнение было также оценено критиками и принесло ему первую Filmfare Award за лучшую мужскую роль в фильме на телугу. Затем он снялся фильме Сукумара о любовном треугольнике «Арья 2» вместе с Навдипом и Каджал Агарвал. Его мастерство исполнителя и танцевальные навыки были оценены критиками. Несмотря на противоречивые отзывы, «Арья 2» имел успех в прокате. За свою роль Арджун был в очередной раз номинирован на премию Filmfare.

### 2010-е
После успеха «Арьи 2», Арджун снялся в двух экспериментальных фильмах в 2010 году. Первым из них был «Жених» режиссёра Гунашекхара, заработавший смешанные отзывы, тем не менее с похвалами игры Арджуна. Однако фильм стал первым и самым большим коммерческим провалом в его карьере. Его следующим фильмом стала мультизвездная драма Кришны Джагарламуди «Истории». Здесь он сыграл роль таксиста Раджу, парня из низов среднего класса, который притворяется богачом перед своей возлюбленной. Его игра вызвала горячие восторги критиков. Фильм собрал хорошую кассу, закрепив за собой звание одного из лучших фильмов года, и принёс Арджуну его вторую Filmfare Awards South.
Его следующим, вышедшим в прокат, фильмом был боевик В. В. Винаяка «Запретное желание», с Таманной Бхатия. Здесь он сыграл роль Бадри — воина, бесконечно преданного своему гуру и назначенного им защищать Храм Бадринатха. Его исполнение роли, танцы и экранная химия с Таманной были хорошо оценены критиками. Радхика Раджамани из Rediff.com отметила что, «Аллу Арджун обладает гибким телом, идеально подходящим для танцев и боев. Благодаря боевым сценам он вдохнул немного жизни в этот фильм». Суреш Кавираяни из The Times of India, напротив, посчитал, что обилие боевых сцен и танцевальных номеров, не дали Аллу Арджуну показать какие-либо эмоции. Кинолента собрала средний доход в прокате в 197 кинотеатрах за 50 дней.
После «Запретного желания» Арджун взял перерыв на несколько месяцев и объединился с Тривикрам Шринивасом в ноябре 2011 года для фильма-ограбления «Бездельник», вышедшего в 2012 году. Арджун сыграл роль Рави, умного, но ленивого парня, жизнь которого круто меняется после того, как он становится свидетелем ограбления крупного банка. Созданный им образ был хорошо принят критиками. The Times of India написала: «Аллу Арджун уверено выступает в качестве привлекательного мошенника. Он освещает экран своими танцами, демонстрируя, в частности, некоторые довольно сложные танцевальные движения». «Бездельник» имел необычайный успех в прокате, сделав Аллу Арджуна четвёртым телугу актёром, чьи фильмы в сумме собрали больше 700 миллионов рупий. Он также был номинирован на SIIMA Awards за лучшую мужскую роль.
В дальнейшем Арджун снялся в любовной истории Пури Джаганнатха «С двумя девушками» вместе с Амалой Пол и Катрин Треса, где он сыграл роль гитариста с трагичным прошлым. The Times of India написала: «Верный своему ярлыку „стильной звезды“, Аллу Арджун выглядит более модным, чем раньше. Его характер — гитарист, выступающий на улицах Барселоны, является его лучшим образом и выглядит совершенно другим по сравнению с его предыдущими фильмами. Он в очередной раз доказывает, что он хороший актер и, вероятно, благодаря тщательному планированию действий режиссёром, он показал прекрасную экспрессию во всех боевых сценах». Фильм неплохо показал себя в индийской, а также заграничной кассах, несмотря на полученные смешанные отзывы критиков.
В 2014 году он вместе с Каджал Агарвал появился в эпизодической роли в фильме Вамси Паидипалли «Кто он?» с Рамом Чараном Теджа. The Hindu написала об том: «Аллу Арджун показал, что актёр может произвести впечатление даже в короткой роли, в несколько минут он вложил весь свой опыт, усвоил характер и впечатляющее покинул сюжетную линию, когда лишился своего лица». Фильм заработал в прокате статус «блокбастер» и вошёл в десятку самых кассовых фильмов Толливуда.
Следующим фильмом Арджуна стал Race Gurram Сурендера Редди, где он сыграл роль беспечного парня, противопоставленного своему ответственному брату-полицейскому. Deccan Chronicle написала «Аллу Арджун определенно затмевает всех со своим энергичным исполнением. Он хорош в комедийных моментах и также значительно вырос как актёр. Он на самом деле выносит фильм на своих плечах. Его танцевальные навыки также используются хорошо». Мастерство актёра обеспечило ему третью статуэтку Filmfare. Фильм стал одним из самых крупных блокбастеров кино телугу, к концу проката собрал 59 крор во всем мире и вошёл в список 5 самых кассовых фильмов на телугу.
Накануне дня Независимости вышел короткометражный фильм I Am That Change, в котором Арджун принял участие в качестве продюсера и актёра, созданный для распространения информации об индивидуальной социальной ответственности.
Режиссёром фильма, демонстрируемого по всем кинотеатрам Андхра-Прадеш и Теланганы с 15 августа 2014 года, выступил Сукумар.
В это же время Арджун закончил съёмки в историческом фильме Rudhramadevi, где он сыграл Гона Ганна Редди — сторонника королевы Рудрамадеви. Эта роль принесла ему очередную премию Filmfare, на этот раз как актёру второго плана.
Однако на экраны раньше вышел другой его фильм — «Сын Сатьямурти», к съёмкам которого он приступил после завершения работы в Rudhramadevi. Режиссёром фильма был Тривикрам Шринивас, а партнёршами Арджуна по съёмочной площадке стали Саманта Рут Прабху, Нитья Менон и Ада Шарма. Фильм получил смешанные отзывы, The Times of India написала, что «Аллу Арджун находит себя в новом образе, как с точки зрения стиля так и исполнения»,
The Hindu отметила, что он «становится лучше с каждым фильмом».
В прокате картина заработала 51,9 крор,
став второй работой актёра подряд, вошедшей в число самых кассовых фильмов на телугу.
В этот же список попал, собравший 72,3 крора, боевик «Клятва Богине Кали» режиссёра Бояпати Срину, в котором Арджун снялся в 2016 году. За роль в этом фильме он получил южно-индийскую премию критиков Filmfare.
В 2017 году актёр снялся в фильме «Ди-Джей» Хариша Шанкара, сыграв повара-брамина, который является тайным борцом с преступностью. Критики дали фильму невысокую оценку, назвав его шаблонным и скучным, но работу Анджуна, особенно в сценах танцев и драк, сочли хорошей.
В следующем году он принял участие в фильме Naa Peru Surya, дебютной режиссёрской работе сценариста Ваккантхана Вамси. Его герой — импульсивный солдат на границе, которого отстраняют от службы с требованием научиться сдерживать свой гнев. Согласно критикам, его персонаж выглядит воинственно, интригующе и убедительно, затмевая всех остальных, но в некоторых частях его игра кажется вынужденной.
Следующий фильм Арджуна, Alan Vaikunthapuramulo, планируется к выходу в январе 2020 года.

## Фильмография
| Год  |     | Русское название                     | Оригинальное название        | Роль                               |
| ---- | --- | ------------------------------------ | ---------------------------- | ---------------------------------- |
| 1985 | ф   | Побеждая судьбу                      | Vijetha                      | ...                                |
| 2001 | ф   |                                      | Daddy                        | Гопи                               |
| 2003 | ф   | Ганготри                             | Gangotri                     | Симхадри                           |
| 2004 | ф   | Арья                                 | Arya                         | Арья                               |
| 2005 | ф   | Банни                                | Bunny                        | Банни / Раджу                      |
| 2006 | ф   | Счастье                              | Happy                        | Банни                              |
| 2007 | ф   | Настоящий герой                      | Desamuduru                   | Бала Говинд                        |
| 2007 | ф   |                                      | Shankar Dada Zindabad        | камео                              |
| 2008 | ф   | Побег ради любви                     | Parugu                       | Кришна                             |
| 2009 | ф   | Арья 2                               | Arya 2                       | Арья                               |
| 2010 | ф   | Жених                                | Varudu                       | Сандип «Сэнди»                     |
| 2010 | ф   | Истории / Откровение                 | Vedam                        | Раджу                              |
| 2011 | ф   | Запретное желание                    | Badrinath                    | Бадри                              |
| 2012 | ф   | Бездельник                           | Julai                        | Равиндра Нараян                    |
| 2013 | ф   | С двумя девушками / За двумя зайцами | Iddarammayilatho             | Санжу Редди                        |
| 2014 | ф   | Кто он?                              | Yevadu                       | Сатья                              |
| 2014 | ф   | Скачки / Резвый конь                 | Race Gurram                  | Лакшман «Лаки»                     |
| 2014 | кор |                                      | I Am That Change             |                                    |
| 2015 | ф   | Начать сначала / Сын Сатьямурти      | S/O Satyamurthy              | Вирадж Ананд                       |
| 2015 | ф   | Рудрамадеви                          | Rudhramadevi                 | Гона Ганна Редди                   |
| 2016 | ф   | Справедливый человек                 | Sarrainodu                   | Гана                               |
| 2017 | ф   | Ди-Джей                              | Duvvada Jagannadham          | Дуввада Джаганнадхам, он же ДиДжей |
| 2018 | ф   | Мой дом – Индия                      | Naa Peru Surya Na Illu India | Сурья                              |
| 2020 | ф   | Там... в «Обители Богов»             | Ala Vaikunthapurramuloo      | Банту                              |
| 2021 | ф   | Пушпа. Восхождение                   | Pushpa. The Rise             |                                    |

## Вне кино
В настоящее время актёр также является послом брендов 7 Up, Colgate, Joyalukkas и Lot Mobiles.
Регулярно попадает в список двадцати самых желанных мужчин Хайдарабада, занимая места в первой десятке.

## Награды и номинации
| Награды               | Награды                                                         | Награды            | Награды | Награды       |
| Премия                | Категория                                                       | Фильм              | Год     | Ссылки        |
| --------------------- | --------------------------------------------------------------- | ------------------ | ------- | ------------- |
| Filmfare Awards South | Лучшая мужская роль в фильме на языке телугу                    | Побег ради любви   | 2008    | [ 6 ]         |
| Filmfare Awards South | Лучшая мужская роль в фильме на языке телугу                    | Истории            | 2010    | [ 7 ]         |
| Filmfare Awards South | Лучшая мужская роль в фильме на языке телугу                    | Скачки             | 2014    | [ 16 ]        |
| Filmfare Awards South | Лучшая мужская роль второго плана в фильме на языке телугу      | Рудрамадеви        | 2015    | [ 21 ]        |
| Filmfare Awards South | Лучшая мужская роль по мнению критиков в фильме на языке телугу | Клятва богине Кали | 2017    | [ 27 ]        |
| Nandi Awards          | Специальный приз жюри                                           | Арья               | 2004    | [ 43 ]        |
| Nandi Awards          | Специальный приз жюри                                           | Побег ради любви   | 2008    | [ 44 ]        |
| Nandi Awards          | Лучшая характерная роль                                         | Рудрамадеви        | 2015    | [ 45 ]        |
| Santosham Film Awards | Лучший дебют в главной роли                                     | Ганготри           | 2003    | [ 46 ]        |
| Santosham Film Awards | Лучший молодой исполнитель                                      | Арья               | 2004    | [ 47 ]        |
| Santosham Film Awards | Лучший молодой исполнитель                                      | Банни              | 2005    | [ 48 ]        |
| CineMAA Awards        | Лучшая дебютная мужская роль                                    | Ганготри           | 2003    | [ 49 ]        |
| CineMAA Awards        | Лучшая мужская роль                                             | Скачки             | 2014    | [ 50 ] [ 51 ] |
| SIIMA Awards          | Stylish Youth Icon of South India                               | —                  | 2014    | [ 52 ]        |
| SIIMA Awards          | Лучшая мужская роль по мнению критиков в фильме на языке телугу | Рудрамадеви        | 2015    | [ 53 ]        |